# Portencross
Portencross ist eine Ortschaft in der schottischen Council Area North Ayrshire. Sie liegt am Südufer des Firth of Clyde rund zehn Kilometer südlich von Largs und 17 Kilometer nordwestlich von Irvine. Der Weiler besteht nur aus wenigen Bauernhöfen und Wohngebäuden. Portencross liegt abseits der A78 und ist über eine Stichstraße zu erreichen. Im Jahre 1961 zählte Portencross 63 Einwohner.
Im Jahre 1306 gelangten die Ländereien in den Besitz von Robert Boyd of Kilmarnock und damit des Clans Boyd, der sie bis 1737 nutzte. Im Laufe des 14. Jahrhunderts wurde die direkt am Ufer gelegene Festung Portincross Castle erbaut und in den folgenden Jahrhunderten wahrscheinlich mehrfach überarbeitet. Heute ist sie nur noch als Ruine erhalten.